# Roncello

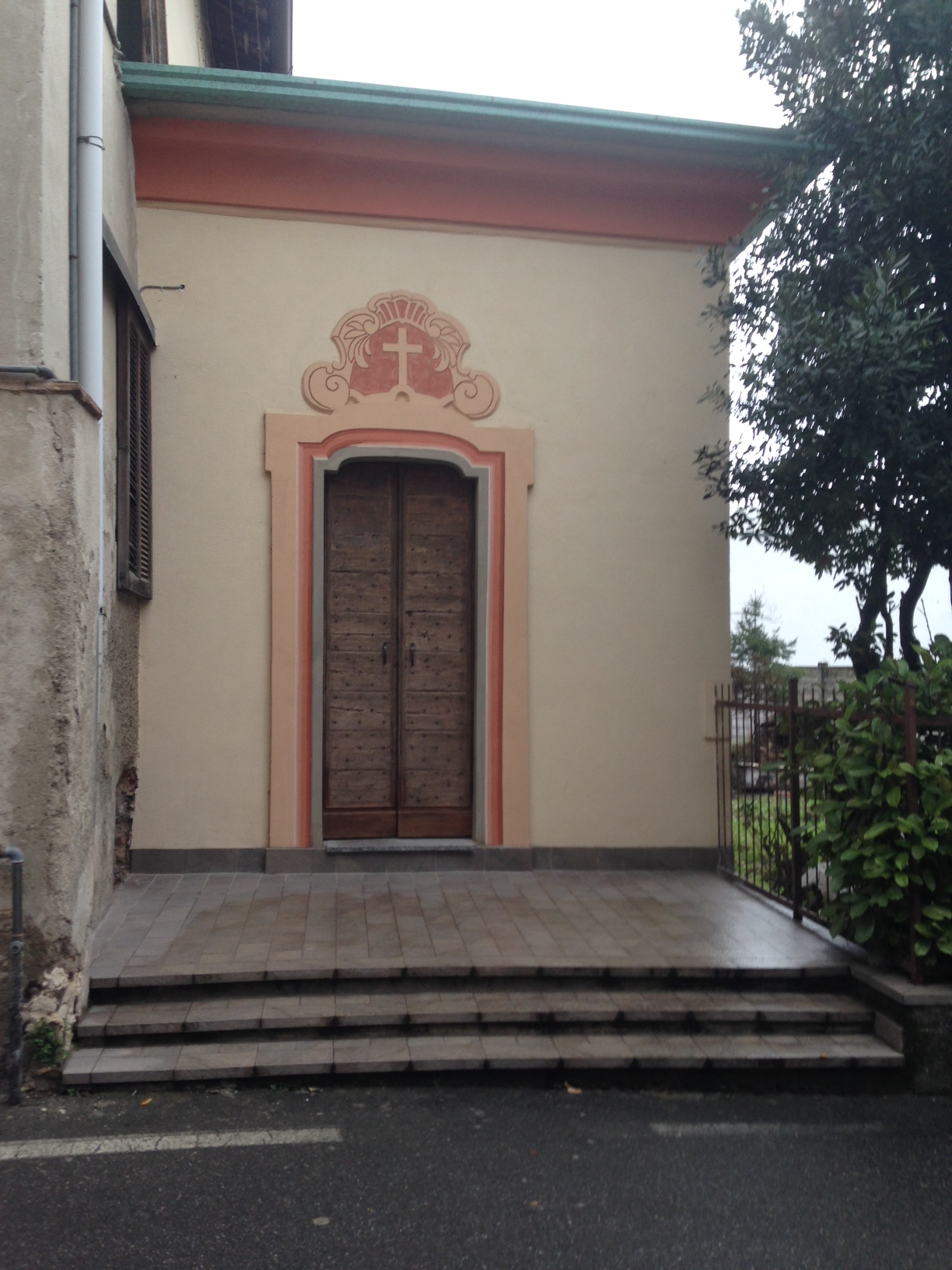
L'Oratorio di San Salvatore

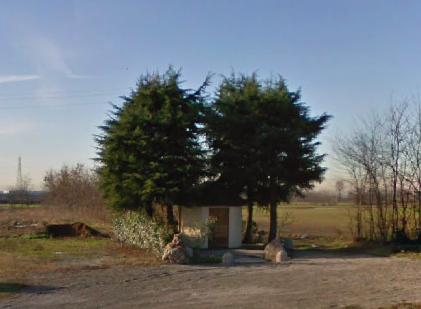
Esterno della Cappella della Madonna di Fatima

Roncello (Runcèll in dialetto brianzolo) è un comune italiano di 4 783 abitanti della provincia di Monza e della Brianza in Lombardia.

## Storia
Nel XVIII secolo Giuseppe Badagliacca fu Regio Feudatario di Roncello. Tracce dell'antico castello feudale si possono vedere nel centro del paese tra la via Roma e la via Manzoni; ora è diviso in appartamenti residenziali.
La costruzione della chiesa parrocchiale e la pavimentazione della chiesa sita in via Manzoni sono state volute già dall'arcivescovo di Milano Carlo Borromeo in visita pastorale a Roncello. La visita pastorale di san Carlo è raffigurata sulla porta sinistra della chiesa parrocchiale.
Già parte della provincia di Milano, passò nel 2009 alla provincia di Monza e della Brianza.
In occasione dell'anniversario per i centocinquanta anni di costruzione della chiesa parrocchiale Benedetto XVI concesse l'indulgenza plenaria nel giorno della festa patronale (terza domenica di ottobre).

### Simboli
Lo stemma è il gonfalone sono stati concessi con decreto del presidente della Repubblica del 14 giugno 1974.
La prima partizione riprende lo stemma della famiglia milanese degli Schiafinati, titolari del feudo di Busnago, di cui in quell'epoca Roncello faceva parte, dal 1665 fino al 1756; la seconda parte si identifica, invece, con il blasone della famiglia milanese degli Alemagna, feudatari della terra di Roncello a partire dal 1756. La ruota dentata nel capo è simbolo caratteristico dell'economia di carattere industriale.
Il gonfalone è un drappo partito di rosso e d'azzurro.

## Monumenti e luoghi d'interesse

### Edifici religiosi
Sono presenti vari edifici religiosi. Il più importante è la chiesa parrocchiale dedicata ai santi patroni Ambrogio e Carlo, nella piazza omonima, un oratorio risalente al 1500-1600 in Via Alessandro Manzoni dedicato a San Salvatore, e una cappella dedicata alla Madonna di Fatima sulla SP207 per Basiano.

### Edifici storici
Si possono ancora vedere le tracce dell'antico castello feudale nel centro del paese (ora in Via Roma ang. Via Manzoni). Si può supporre, anche che ci sia un collegamento con la rocca Feduela e l'oratorio di San Salvatore, di costruzione nello stesso periodo. Esso costituisce il "centro del paese". Nel centro del paese le strade interne sono le stesse che ancora oggi configurano Roncello.
(Comune di Roncello, www.comune.roncello.mb.it, Il Centro Storico, Le strade)

## Società

### Evoluzione demografica
- 320 nel 1751
- 394 nel 1805
- annessione a Busnago nel 1809
- 720 nel 1853

Abitanti censiti

## Amministrazione
| Periodo | Periodo   | Primo cittadino         | Partito                              | Carica  | Note |
| ------- | --------- | ----------------------- | ------------------------------------ | ------- | ---- |
| 2009    | 2014      | Davide Claudio Giacomin | lista civica “Una idea per Roncello” | sindaco |      |
| 2014    | 2019      | Luca Signorile          | lista civica “Cambiamo Roncello”     | sindaco |      |
| 2019    | In carica | Cristian Pulici         | Lega                                 | sindaco |      |

### Gemellaggi
- Nowy Duninów